# 柳錫春
柳錫春（1955年5月12日—）是一名韓國社會學家、政治人物，目前擔任延世大學社會學教授、自由韓國黨革新委員長。
出生於慶尚北道安東市，先後畢業於中央高等學校、延世大學社會學系，後來於伊利诺伊大学厄巴纳-香槟分校取得社會學碩士和博士。他是知名新右派成員之一，2019年曾在大學課堂中發表言論指「部份慰安婦是在賣淫」，結果被大學校方停職調查和被慰安婦團體起訴誹謗。

## 出版物
- The Korean Economic Developmental Path: Confucian Tradition, Affective Network 2013